# Șahtîne, Sovietskîi
Șahtîne (în ucraineană Шахтине) este un sat în comuna Illiceve din raionul Sovietskîi, Republica Autonomă Crimeea, Ucraina.

## Demografie
Componența lingvistică a localității Șahtîne
     Rusă (70,88%)
     Tătară crimeeană (17,95%)
     Ucraineană (9,52%)
     Alte limbi (0,18%)
Conform recensământului din 2001, majoritatea populației localității Șahtîne era vorbitoare de rusă (70,88%), existând în minoritate și vorbitori de tătară crimeeană (17,95%) și ucraineană (9,52%).